# Wesh Cousin
Pour les articles homonymes, voir Wesh et Cousin.
Pour plus de détails, voir Fiche technique et Distribution.
Wesh Cousin est une série pornographique gay française produite par le studio Citébeur.
Cette série des années 2000 est considérée comme « une des meilleures illustrations » des productions « qui donnent un nouveau souffle au porno français ». Elle est aussi connue pour avoir révélé l'acteur François Sagat.

## Analyses
Elle a fait naître de nombreux commentaires. Selon Nick Rees-Roberts, « le positionnement de marque original pour Citébeur cherche à concilier l'auto-représentation sexuelle des beurs avec les exigences commerciales de la consommation gay généraliste. […] Lue sans recul, la pornographie de Citébeur exploite clairement les archétypes de la violence hétérosexuelle […]. Il est important néanmoins de donner une idée de la grande variété de positions fantasmatiques plausibles qu'offre la série Wesh Cousin ». 
Maxime Cervulle voit dans « l'esthétique DVD et brute de la série Wesh Cousin » une « mise en scène hyperbolique et ironique de la masculinité arabe et banlieue qui révèle les rapports sociaux de race et de classe ». Pour lui, François Sagat, Français qui joue sous le pseudonyme d'Azzedine, « incarne parfaitement l'ambivalence au cœur de la mise en scène racialisante des films de ce sous-genre ».
Pour Mehammed Amadeus Mack, « ces scénarios s'éloignent de l'affirmation selon laquelle le partenaire franco-arabe prend son plaisir pour lui seul dans un esprit vindicatif aux dépens du sujet blanc : l'objectif du personnage franco-arabe reste de faire naître un plaisir inégalé chez le partenaire réceptif. Ils contreviennent à l'encouragement qui prévaut dans les médias gays généralistes en faveur d'une plus grande souplesse pour les rôles sexuels dans les rapports homosexuels, une injonction issue d'une modernité sexuelle qui déprécie les hommes excessivement virils et exclusivement actifs ».

## Liste des films

### Wesh Cousin
- Titre anglais : Wassup Bro 4
- Durée : 110 minutes
- Date : 2003[5]
- Distribution[6] :

1. Brahim le démonte-pneu : Brahim, Yass
2. Christobate : Christobate
3. Adel et Christophe : Adel, Christophe

### Kiffe la racaille
- Titre anglais : Wassup Bro 2
- Durée : 110 minutes
- Date : 2003[5]
- Distribution[7] :

1. Braquage 1 : Nico
2. Kiffeurs : Ali, Momo
3. Le squat de Mouss : Mouss, Steven
4. Après le sport, le réconfort : Christobate, Mouss, Nico
5. Brakage de lascar 1 : Zinedine
6. Brakage de lascar 3 : Zinedine

### Mate la puissance!
- Titre anglais : Wassup Bro 5
- Durée : 130 minutes
- Date : 2004
- Distribution[8] :

1. Double sucette : Max
2. Cousin blatino : Nico, Max
3. Samir le pilonneur : Samir the Beggar, Julien
4. Parking surveillé : Julien, Boris, Tarek
5. Gare ma lopsa : Samir the Beggar, Yass
6. Teub d'enfer : Samir the Beggar Yass
7. Brakage de lascar 2 : Zinedine

### Caïd superstar
- Titre anglais : Wassup Bro 6
- Durée : 130
- Date : 2004
- Distribution[9] :

1. Lopsa décapotable 1 : Boris, Fayçal, Tarek, Hugo
2. Lopsa décapotable 2 : Boris, Fayçal, Tarek, Hugo
3. Fais un tour cousin : Saber, Ramzi, Tarek
4. Le bon, le brut, le passif : Julien Max, Tarek
5. À l'aise dans ta caisse : Nico, Jay
6. Retour sur le parking surveillé : Julien, Boris, Abdel, Tarek
7. Tagguer le HLM : Fayçal

### Relax man!
- Titre anglais : Wassup Bro 1
- Durée : 160 minutes
- Date : 2005
- Distribution[10] :

1. Momo le blédar : Momo
2. Matraquage ! : Saber
3. Braquage 2 : Boris, Hugo, Saber
4. Dans ma cave insolite : Redouane, Abdel
5. Gangsters : François Sagat, Boris

### Cho bouillants
- Titre anglais : Wassup Bro 3
- Durée : 120 minutes
- Date : 2005
- Distribution[11] :

1. Passif à loper : Abdel, Tarek
2. Pilonnage de rêve : Erik, Tarek
3. Gorge profonde : Momo, François Sagat
4. Biberonne et j'te donne : Momo, David
5. : François Sagat, Kerry
6. : Mehdi, Matteo

### C'est d'la balle
- Titre anglais : Wassup Bro 7
- Durée : 175 minutes
- Date : 2005
- Distribution[12] :

1. Punch de boxeur : Abdel
2. Vite fait bien fait :
3. Duos de stars : Tarek, Azzedine
4. Un hétéro dans ton boule : Matteo, Mourad
5. Marché conclu : Hadj, Boris
6. Gros travaux avec Momo : Momo le Blédar
7. Ton boule en travaux : Momo le Blédar, Hicham
8. Rachid le blédar, roi des queutards : Matteo, Rachid

### Cailleras en force
- Titre anglais : Wassup Bro 8
- Durée : 150 minutes
- Date : 2006
- Distribution[13] :

1. Fier de ton corps et de ta teub : Ali le Blédar
2. À l'aise où que tu baises : Hamid, Benji
3. Donne du kiff à ton passif : Tarek, Aurélien
4. Toujours à fond sans concession : Zitoune, Mehdi
5. Shoote-toi avec mes skets de skarla : Boris, Mika
6. Pilonne pour que ça résonne au sous-sol : Ahmed, Reda
7. Duel de gros calibres, faut qu'ça vibre ! : Giovanni, Rabza
8. Assure en vrai nikeur loveur : Tarek, Mehdi
9. Tape des plans à plusieurs, c'est encore meilleur : Zitoune, Tyler, Milan Gamiani, Ahmed

### Bling bling dans ton boule
- Titre anglais : Wassup Bro 9
- Durée : 195 minutes
- Date : 2008
- Distribution[14] :

1. Lâche le meilleur : Oliver
2. Lakhdar le roi des lascars : Lakhdar, Matteo
3. Fond de gorge en fond de cave : Nassim, Glenn Costes
4. Ta sorti ton gros dard : Aziz, Nowan
5. Sors ton zoom pour Mister Benz :Juliano, Benz
6. Bling bling dans ton boule : Kriss Aston, Seb, Mourad, Kader
7. Baisse ton bène sur ma BM : Marco Parelli, Issam
8. Pour Zouhir de plaisir… : Zouhir, Aurélien
9. Cave à défonce : Tarek, Marcus
10. Rebeu godeur pour cefrans en chaleur : Mourad, Kriss Aston